# Langoš

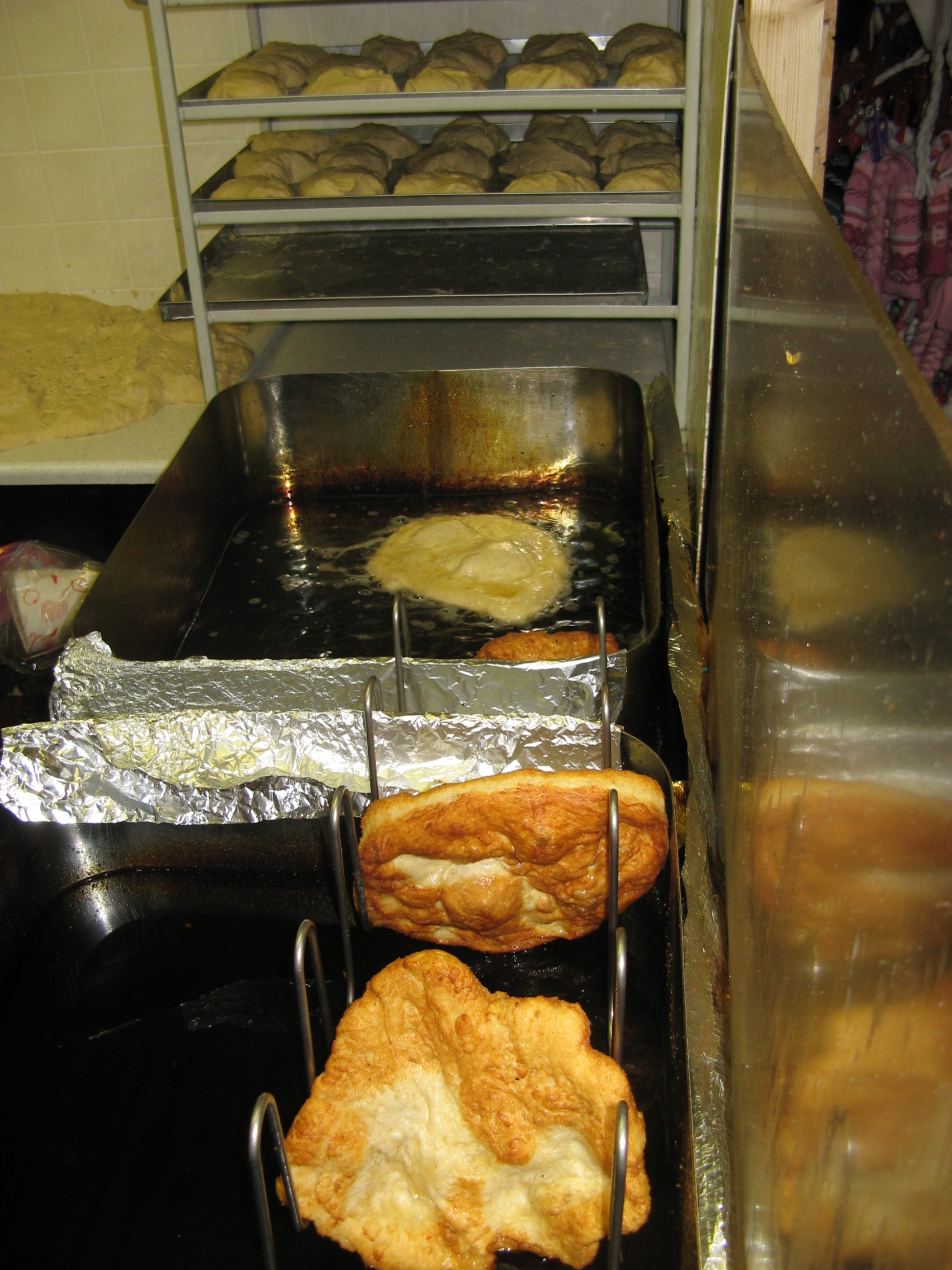
Langoše připravované v pouličním stánku

Langoše  jsou původně maďarské smažené placky z kynutého těsta. Recept se rozšířil z území bývalého Uherska do států, jako je Rumunsko, Ukrajina (Podkarpatsko) a Srbsko (především v okolí Subotice), na Slovensko (sever Uherska), a později také do českých zemí. Kromě domácí přípravy jsou langoše v těchto zemích také často dostupné jako sortiment malých provozoven rychlého občerstvení. V Česku jsou nejčastěji potřeny kečupem a česnekem a posypané strouhaným eidamem, případně s vynecháním některé z těchto ingrediencí. V Maďarsku jsou obvykle ve variantách se šunkou nebo lečem či potřené kysanou smetanou nebo s česnekem a sýrem.

## Historie
Slovo langoš pochází z maďarského výrazu láng, česky plamen, protože bylo zvykem, že se opékaly blízko plamenů. Původně se pekly z těsta na chléb a ve dnech, kdy se pekl chléb, se podávaly ke snídani. Nyní už lidé nemají v domech pece, proto se langoše smaží nebo fritují. Původní maďarské pečené langoše z chlebového těsta jsou velmi podobné klasickým českým podplamenicím.